# Thalassophilus azoricus
Thalassophilus azoricus Oromí & Borges, 1991 é uma espécie de escaravelho troglóbio endémica dos Açores. A única ocorrência conhecida da espécie é na Gruta de Água de Pau.

## Descrição
O escaravelho cavernícola Thalassophilus azoricus é um caso de grande adptação à troglobiose, não possuindo olhos e apresentando o corpo despigmentado.